# Ruderclub Undine Radolfzell
Der Ruderclub Undine Radolfzell ist ein Sportverein aus Radolfzell am Bodensee.

## Geschichte und Lage
Der Ruderclub wurde am 28. Juli 1920 gegründet. 1945 wurde der Verein von den französischen Besatzungsbehörden aufgelöst, am 11. Juli 1950 wiedergegründet. 1942 wurde eine Damenabteilung gegründet.
1922 wurde das erste Bootshaus am Bodensee eingeweiht. Das heutige Bootshaus besteht seit 1964.

## Bekannte Sportler
Kristof Wilke wurde 2012 in London Olympiasieger mit dem Deutschland-Achter. Er gewann außerdem drei Weltmeistertitel und zwei Europameistertitel.
Erster Weltmeister des Vereins war Thomas Jäckel, der 1985 Weltmeister im Leichtgewichts-Vierer ohne Steuermann wurde. 2005 wurde Andreas Penkner Weltmeisterschaftsdritter mit dem Deutschland-Achter.
Die spätere Ulmerin Katrin Volk begann in Radolfzell und wurde 2020 Europameisterschaftszweite im Leichtgewichts-Doppelvierer.
Eine Auflistung der Deutschen Meister des Vereins, die allerdings 2016 endet, findet sich auf der Website.